# 多马坦莱特雷
多马坦莱特雷（法語：Dommartin-Lettrée，法語發音：[dɔmaʁtɛ̃ lɛtʁe]）是法国马恩省的一个市镇，位于该省东南部，属于维特里勒弗朗索瓦区。

## 地理
多马坦莱特雷（48°45'59"N, 4°17'55"E）面积32.67 平方千米，位于法国大東部大區马恩省，该省份为法国东北部内陆省份，北起阿登省，西北接埃纳省，西南接塞纳-马恩省，南至奥布省，东南接上马恩省，东临默兹省。
与多马坦莱特雷接壤的市镇（或旧市镇、城区）包括：比西莱特雷、塞尔农、库佩、福-韦西尼厄勒、索姆苏、苏代。

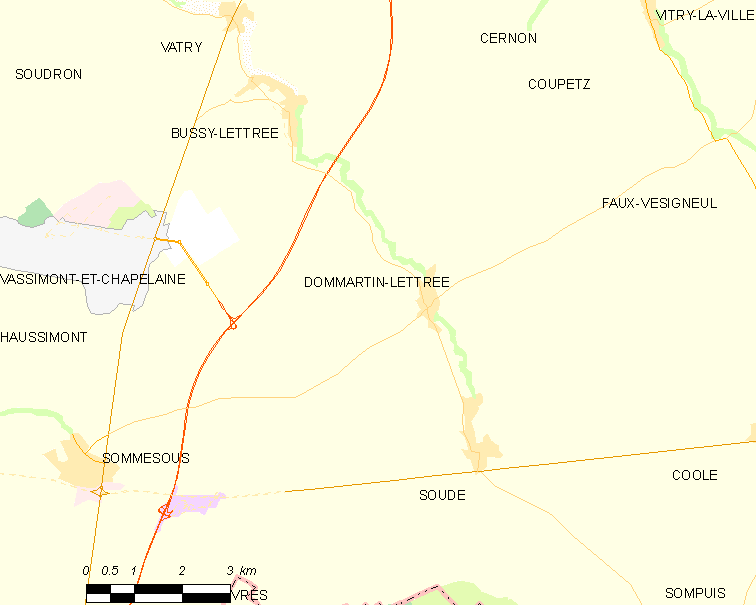
多马坦莱特雷的OSM定位图

多马坦莱特雷的时区为UTC+01:00、UTC+02:00（夏令时）。

## 行政
多马坦莱特雷的邮政编码为51320，INSEE市镇编码为51212。

## 政治
多马坦莱特雷所属的省级选区为香槟沙隆第三县。

## 人口

1962-2008年间多马坦莱特雷人口变化图示

多马坦莱特雷于2022年1月1日时的人口数量为163人。